# Elias Stöber
 Elias Stöber (* 19. September 1719 in Straßburg; † 9. Mai 1778 ebenda) war ein evangelischer Theologe des 18. Jahrhunderts.

## Leben
Sein Vater war Pfarrer in Bischheim, er starb 1725. Elias hatte noch einen älteren Bruder Johann Daniel, der Notar wurde. Nach Abschluss des protestantischen Gymnasiums im Alter von 14 Jahren besuchte er die Universität Straßburg und widmete sich dort zunächst philologischen, später theologischen Studien. 1737 erreichte er den Abschluss als Magister. 1740 unternahm er eine längere Bildungsreise, die ihn nach Gießen, Marburg, Kassel, Hannover, Helmstedt, Magdeburg, Berlin, Wittenberg, Jena, Leipzig und Halle führte. Er besuchte Vorlesungen der dortigen Universitäten, unter anderem von Christian Wolff und Siegmund Jakob Baumgarten. 1744 wurde er in Straßburg ordiniert und arbeitete als Prediger an der Peterskirche. Er unternahm weitere wissenschaftliche Reisen nach Paris, England (wo er unter anderem die Bodleian Library besuchte), Basel, Zürich, Holland und das nordwestliche Deutschland. Dabei lernte er unter anderen Johann Jakob Breitinger, Johann Jakob Bodmer, Salomon Gessner und Johann Matthias Gesner kennen. Von 1763 bis 1766 war er Lehrer für Griechisch am Gymnasium in Straßburg, 1768 erhielt er eine außerordentliche Professur für Theologie an der Universität. Den jungen Johann Wolfgang Goethe, von 1770 bis 1771 Student in Straßburg, bezeichnete er als „überwitzigen Halbgelehrten und … wahnsinnigen Religionsverächter“.
Stöber blieb unverheiratet. Ein Bild von ihm, das sich in der Stadtbibliothek von Straßburg befand, wurde im August 1870 durch ein Feuer zerstört.

## Werke
Zu seinen wissenschaftlichen Werken gehört eine auf der Textfassung von Richard Bentley beruhende Ausgabe des Astronomicon von Marcus Manilius, die 1767 erschien. Außerdem verfasste er das Gebetbuch Der bußübende und von Gott begnadigte Sünder, das erstmals 1755 sowie in weiteren Auflagen 1768 und 1783 veröffentlicht wurde.
- Nieupoorti Antiquitates Romanae, seu rituum qui olim apud Romanos obtinuerunt, succincta explicado. Figuras et Demsteri Kalendarium Romanum adiecit. Straßburg 1738
- Oratio de sacris veterum Christianorum arcanis. Straßburg 1743
- Everardi Feithii antiquitatum Homericarum libri IV; editio nova, notis et indd. aucta, atque figures illustrata. Straßburg 1744
- Diss. de studio promovendi perfectionem aliorum. Straßburg 1744
- M. Manilii Astronomicon, ex recensione Richardi Bentleii, cum selectis variorum ас propriis notis; praefatio subiuncta, varia de Manilio iudicia et Julií Pontederae Epistola de Manilii Astronomia et anno coelesti etc. Straßburg 1767
- Der bussübende und von Gott begnadigte Sünder ; oder Communionbuch. Straßburg 1768, 1784
- Diss. de praecellenti dignitate ministerii evangelici prae Leuitico ad 2 Cor. 3, 4-11. Straßburg 1771
- Diss. VII. de sacrorum exemplorum imitatione cautius instituenda. Straßburg 1771–1775